# Elezioni parlamentari in Jugoslavia del 1978
Le elezioni parlamentari in Jugoslavia del 1978 si tennero tra il 10 marzo ed il 10 maggio attraverso un complesso sistema elettorale che sceglieva i delegati alle assemblee locali, repubblicane e federali.

## Sistema elettorale
Furono le seconde elezioni che avvennero sotto la Costituzione approvata il 31 gennaio 1974, che istituiva un Parlamento bicamerale con una Camera Federale di 220 membri ed una Camera delle Repubbliche e delle Province di 88 membri.
I membri della Camera Federale rappresentavano tre gruppi: organizzazioni autogestite, comunità ed organizzazioni sociopolitiche. Furono eletti 30 membri per ogni repubblica e 20 per le due province autonome del Kosovo e della Vojvodina.
A marzo, gli operai elessero i rappresentanti dei sindacati di base. Questi, a turno, all'inizio di aprile elessero le Assemblee Comunali. In seguito, le Assemblee Comunali elessero i membri della Camera Federale.
I membri della Camera delle Repubbliche e delle Province furono eletti dalle Assemblee delle sei repubbliche e delle province. Le repubbliche eleggevano 12 membri ciascuna; le due province autonome 8 ciascuna. Le elezioni terminarono il 10 maggio.

### Convocazione delle Assemblee delle Repubbliche e delle Province, aprile
Ad aprile e maggio si aprirono le sessioni di tutte e tre le camere delle Assemblee delle Repubbliche e delle Province, che elessero i loro Presidenti.
| Repubblica                                    | Presidente dell' Assemblea | Presidente dell' Assemblea | Partito                          |
| --------------------------------------------- | -------------------------- | -------------------------- | -------------------------------- |
| Repubblica Socialista di Bosnia ed Erzegovina |                            | Niko Mihaljević            | Lega dei Comunisti di Jugoslavia |
| Repubblica Socialista di Croazia              |                            | Jure Bilić                 | Lega dei Comunisti di Jugoslavia |
| Repubblica Socialista di Macedonia            |                            | Blagoja Taleski            | Lega dei Comunisti di Jugoslavia |
| Repubblica Socialista del Montenegro          |                            | Budislav Šoškić            | Lega dei Comunisti di Jugoslavia |
| Repubblica Socialista di Serbia               |                            | Dušan Čkrebić              | Lega dei Comunisti di Jugoslavia |
| Repubblica Socialista di Slovenia             |                            | Milan Kučan                | Lega dei Comunisti di Jugoslavia |
| Provincia Socialista Autonoma della Vojvodina |                            | Vilmoš Molnar              | Lega dei Comunisti di Jugoslavia |

### Presidenze delle Repubbliche e Consigli Esecutivi, aprile
| Repubblica                                    | Presidente della Presidenza | Presidente della Presidenza | In carica dal | Partito                          | Presidente del Consiglio Esecutivo | Presidente del Consiglio Esecutivo | In carica dal  | Partito                          |
| --------------------------------------------- | --------------------------- | --------------------------- | ------------- | -------------------------------- | ---------------------------------- | ---------------------------------- | -------------- | -------------------------------- |
| Repubblica Socialista di Bosnia ed Erzegovina |                             | Raif Dizdarević             | aprile 1978   | Lega dei Comunisti di Jugoslavia |                                    | Milanko Renovica                   | aprile 1978    | Lega dei Comunisti di Jugoslavia |
| Repubblica Socialista di Croazia              |                             | Jakov Blažević              | maggio 1978   | Lega dei Comunisti di Jugoslavia |                                    | Petar Fleković                     | 9 maggio 1978  | Lega dei Comunisti di Jugoslavia |
| Repubblica Socialista di Macedonia            |                             | Vidoe Smilevski             | maggio 1978   | Lega dei Comunisti di Jugoslavia |                                    | Blagoj Popov                       | aprile 1978    | Lega dei Comunisti di Jugoslavia |
| Repubblica Socialista di Montenegro           |                             | Veljko Milatović            | aprile 1978   | Lega dei Comunisti di Jugoslavia |                                    | Momčilo Cemović                    | 28 aprile 1978 | Lega dei Comunisti di Jugoslavia |
| Repubblica Socialista di Serbia               |                             | Dobrivoje Vidić             | 5 maggio 1978 | Lega dei Comunisti di Jugoslavia |                                    | Ivan Stambolić                     | 6 maggio 1978  | Lega dei Comunisti di Jugoslavia |
| Repubblica Socialista di Slovenia             |                             | Sergej Kraigher             | maggio 1978   | Lega dei Comunisti di Jugoslavia |                                    | Anton Vratuša                      | aprile 1978    | Lega dei Comunisti di Jugoslavia |

### Convocazione dell'Assemblea, 15 maggio
Il 15 maggio le due camere in seduta comune furono convocate per la prima volta ed elessero i Presidenti.
| Carica                                                      | Ufficiale | Ufficiale          | In carica dal  | Partito                          | Rappresentante                                |
| ----------------------------------------------------------- | --------- | ------------------ | -------------- | -------------------------------- | --------------------------------------------- |
| Presidente dell'Assemblea                                   |           | Dragoslav Marković | 15 maggio 1978 | Lega dei Comunisti di Jugoslavia | Repubblica Socialista di Serbia               |
| Vicepresidente dell'Assemblea                               |           | Kiro Hadži-Vasilev | 15 maggio 1978 | Lega dei Comunisti di Jugoslavia | Repubblica Socialista di Macedonia            |
| Vicepresidente dell'Assemblea                               |           | Sinan Hasani       | 15 maggio 1978 | Lega dei Comunisti di Jugoslavia | Provincia Socialista Autonoma del Kosovo      |
| Vicepresidente dell'Assemblea                               |           | Rudi Kolak         | 15 maggio 1978 | Lega dei Comunisti di Jugoslavia | Repubblica Socialista di Bosnia ed Erzegovina |
| Vicepresidente dell'Assemblea                               |           | Sreten Kovačević   | 15 maggio 1978 | Lega dei Comunisti di Jugoslavia | Provincia Socialista Autonoma della Vojvodina |
| Vicepresidente dell'Assemblea                               |           | Ivan Kukoč         | 15 maggio 1978 | Lega dei Comunisti di Jugoslavia | Repubblica Socialista di Croazia              |
| Presidente del Consiglio Federale                           |           | Dobroslav Ćulafić  | 15 maggio 1974 | Lega dei Comunisti di Jugoslavia | Repubblica Socialista del Montenegro          |
| Presidente del Consiglio delle Repubbliche e delle Province |           | Zoran Polič        | 15 maggio 1978 | Lega dei Comunisti di Jugoslavia | Repubblica Socialista di Slovenia             |

### Elezione del Consiglio Federale Esecutivo, 17 maggio
Il 17 maggio fu eletto un nuovo Consiglio Federale Esecutivo, con Veselin Đuranović come Presidente.